# ヴァルカーツホーフェン
ヴァルカーツホーフェン (ドイツ語: Walkertshofen) は、ドイツ連邦共和国バイエルン州シュヴァーベン行政管区のアウクスブルク郡に属す町村（以下、本項では便宜上「町」と記述する）である。この町はランゲンノイフナハに本部を置くシュタウデン行政共同体に加盟している。

## 地理

### 自治体の構成
自治体ヴァルカーツホーフェンは、5つのゲマインデタイル（地理上の地区）で構成されている。
- グンペンヴァイラー
- ヘルデン
- オーバーロータン
- シュヴァイツァーホーフ
- ヴァルカーツホーフェン

独立した開墾地のエプラハとロイテは公的なゲマインデタイルにはなっていない。

## 歴史

### 自治体成立まで
ヴァルカーツホーフェンは775年（一説には784年）に、寄進に関連してその名が記録されている。Helmker という名前の人物がジンゲンバッハ、リート・バイ・マルクト・インダースドルフ、およびヴァルカーツホーフェンの所有地を教会に寄進したというものである。937年から957年までの間に、聖人として崇められたフライジング司教領主ランペルトは、ヴァルカーツホーフェンの所領を Papo という名前の貴族と交換した。1099年から地元の貴族家「de Waltgershoven」の記録があり、中世盛期には防備を固めた城をこの村に構えていた。現在も城跡が遺されている。14世紀初めにアウクスブルク聖堂参事会がこの村で最初の所領を獲得し、1492年には単独の土地領主となった。1803年の帝国代表者会議主要決議以降、この村はバイエルン領となった。バイエルン王国の行政改革に伴う1818年の自治体令によって現在の自治体が成立した。

### 町村合併
バイエルン州の地域再編に伴い、1971年4月1日に、廃止された自治体ハーベルツヴァイラーの一部がこの町に合併した。

### 各地区の歴史

#### エプラハ
エプラハは、以前はシュリアーバッハと呼ばれていた。エプラハという地名は、19世紀初めに一般に使われるようになった。

#### グンペンヴァイラー
グンペンヴァイラーは12世紀に最初の記録が遺されている。地名は、Gumpo という人物に由来する。グンペンヴァイラーはかつてギュンツェンヴァイラーと呼ばれており、アウクスブルクの聖モーリッツ教会領であった。この集落には裁判を行う城があったという伝承がある。

#### ヘルデン
ヘルデン (Hölden) という地名は、この集落がなだらかな斜面 (Halde) に位置する事を表している、この村は1546年に Halden という名称で2軒の家があるという記録が遺されている。1603年にランゲンノイフナハのフッガー部分に属した。1700年頃に交換によってオーバーシェーネンフェルト修道院領となった。

#### オーバーロータン
1316年にザイフリートベルクの一部として記録されている。オーバーロータン、ハーベルツヴァイラーおよびブーヒャーホーフは、1971年の地域再編まで、ハーベルツヴァイラーという自治体を形成していた。

#### ロイテ
ロイテ (Reute) という地名は開墾地 (Rodung) に由来する。1863年にメッツラー社がこの独立した開墾地を建設した。

#### シュヴァイツァーホーフ
シュヴァイツァーホーフは1481年に初めて記録されている。

## 住民

### 人口推移
1988年から2018年までの間にこの町の人口は868人から1,076人へ、208人 24 % 増加した。

## 行政

### 議会
ヴァルカーツホーフェンの町議会は12議席の議員からなる。
町議会を構成するもう1人が町長で、議長を務める。2020年3月の町長選挙には2人が立候補した。結果は、マルギット・ユングヴィルト＝カール (CSU/Freie Bürger) が 78.8 % の支持票を得て町長に選出された。

### 紋章
図柄: 赤地と銀地に左右二分割。2つの領域にまたがり、地色と反対色で塗り分けられた三峰の山の上に上部が鋸歯状になった金の横帯。

### 姉妹自治体
- オワゾー（フランス語版、英語版）（フランス、マイエンヌ県）2005年

## 経済と社会資本

### 交通
ヴァルカーツホーフェン駅は、鉄道ゲッセルツハウゼン - テュルクハイム線の駅である。ドイツ連邦鉄道は、1991年にこの路線の旅客運行を停止した。現在は、再開されたゲッセルツハウゼンからランゲンノイフナハまでの区間でシュタウデン鉄道が観光・週末列車を運行している。ヴァルカーツホーフェン駅の歴史的価値の高い木造駅舎は現在も存在している。